# La Alicia
La Alicia är en ort i Mexiko.   Den ligger i kommunen Santiago Jocotepec och delstaten Oaxaca, i den sydöstra delen av landet, 400 km sydost om huvudstaden Mexico City. La Alicia ligger 99 meter över havet och antalet invånare är 503.
Terrängen runt La Alicia är huvudsakligen kuperad. La Alicia ligger nere i en dal. Runt La Alicia är det ganska glesbefolkat, med 27 invånare per kvadratkilometer. Närmaste större samhälle är San Antonio las Palmas, 8,6 km väster om La Alicia. I omgivningarna runt La Alicia växer i huvudsak städsegrön lövskog.